# Maurice Louis Saint-Rémy
Pour les articles homonymes, voir Saint-Rémy.
Maurice Louis Saint-Rémy, né le 11 avril 1769 à Damvillers (Meuse), mort le 31 octobre 1841 à Châlons-sur-Marne (Marne), est un général français de la Révolution et de l’Empire.

## États de service
Il entre en service comme volontaire en 1792. Le 20 avril 1793, il est nommé lieutenant au 1er régiment de hussards, nomination provisoire faite à l’armée des Ardennes, approuvée le 26 juin 1795. Le 2 août 1795, il devient aide de camp du général Sionville et il reçoit son brevet de capitaine le 3 février 1797.
Le 26 février 1801, il passe au service du général Cervoni, comme aide de camp et le 6 avril 1803, il est élevé au grade de chef d’escadron. Il est fait chevalier de la Légion d’honneur le 14 juin 1804.
Le 24 avril 1809, il est aide de camp du général commandant le 2e corps de la Grande Armée et il est créé chevalier de l’Empire par décret du 15 août 1809. Le 19 décembre 1809, il est envoyé à l’état-major du 8e corps de l’armée d’Espagne et le 17 avril 1810, il est affecté à la 2e division de l’armée du Portugal, puis le 14 juin 1811, il passe à la 6e division d’infanterie.
Le 13 janvier 1812, il prend les fonctions d’aide de camp du maréchal Berthier, lors de missions en Espagne et en Russie. En 1813, il est mis en non activité.
Le 13 janvier 1814, il est nommé adjudant-commandant dans le corps de réserve de Paris, et le 26 janvier il en devient le chef d’état-major. Il est promu général de brigade le 23 mars 1814, et il est mis en disponibilité le 26 août 1814.
Pendant les Cent-Jours, il devient chef d’état-major du 4e corps d’armée et il est blessé à la bataille de Ligny le 16 juin 1815.
Le 10 août 1815, il est mis en demi-solde avec le grade de colonel.
Admis dans le cadre de l’état-major général, il est confirmé dans son grade de général de brigade le 20 août 1830 et il est fait officier de la Légion d’honneur le 8 juin 1831, puis commandeur de l’ordre le 25 avril 1838. Il est titulaire de la croix de chevalier de Saint-Louis.
Il meurt le 31 octobre 1841, à Châlons-sur-Marne.

## Dotation
- le 15 août 1809, donataire d’une rente de 2 000 francs sur le Trasimène.

## Armoiries
| Armoiries | Nom du chevalier et blasonnement |
| --------- | --- |
|           | Chevalier Maurice Louis Saint-Rémy et de l'Empire, décret du 15 août 1809, lettres patentes du 13 août 1810. Commandeur de la Légion d'honneur. D'argent, à la fasce de gueules, du tiers de l'écu, au signe des chevaliers, accompagné en chef d'une tête de cheval de sable, bridée d'or et en pointe d'un lion de gueules - Livrées : les couleurs de l'écu. |

## Sources
- (en) « Generals Who Served in the French Army during the Period 1789 - 1814: Eberle to Exelmans »
- Thierry Pouliquen, « Les généraux français et étrangers ayant servis [sic] dans la Grande Armée » (consulté le 9 janvier 2015)
- « La noblesse d’Empire » (consulté le 9 janvier 2015)
- « Cote LH/2442/29 », base Léonore, ministère français de la Culture
- Charles Théodore Beauvais et Vincent Parisot, Victoires, conquêtes, revers et guerres civiles des Français, depuis les Gaulois jusqu’en 1792, tome 26, C.L.F Panckoucke, janvier 1822, 414 p. (lire en ligne), p. 179.
- (pl) « Napoléon.org.pl »
- Vicomte Révérend, Armorial du premier empire, tome 4, Honoré Champion, libraire, Paris, 1897, p. 203.